# Вјун
Вјун или Висјоки (рус. Вьюн, фин. Viisjoki) река је на северозападу европског дела Руске Федерације. Протиче преко територија Всеволошког и Приозерског рејона на подручју Карелијске превлаке, на северозападу Лењинградске области. Десна је притока реке Бурнаје (јужни рукавац реке Вуоксе), те део басена језера Ладога и реке Неве (односно Балтичког мора).
Укупна дужина водотока је 44 km, док је површина сливног подручја око 544 km².
Река Вјун свој ток започиње као отока Лемболовског језера на подручју Лемболовског побрђа, код села Васкелово. Тече углавном у смеру севера. Њена најважнија притока је река Кожица (дужине тока око 12 km).
Пре Зимског рата корито реке Вјун представљало је део међународне границе између Совјетског Савеза и Финске.